# Bahnhof Germersheim

Ansicht des Bahnhofs von der Gleisseite ca. 1905

Der Bahnhof Germersheim ist der wichtigste Bahnhof der rheinland-pfälzischen Mittelstadt Germersheim. Er verfügt über vier Bahnsteiggleise. Der Bahnhof liegt im Verbundgebiet des Karlsruher Verkehrsverbundes (KVV) und gehört zur Tarifzone 575. Im Zuge eines 1996 vereinbarten Übergangstarifs werden jedoch ebenfalls Karten des Verkehrsverbundes Rhein-Neckar (VRN) anerkannt. Die Anschrift des Bahnhofs lautet Bahnhofstraße 13.
Der Bahnhof wurde am 14. März 1864 als Endbahnhof der in Schifferstadt beginnenden und zuvor in Speyer endenden Stichbahn eröffnet. Am 16. Mai 1872 wurde er östlicher Endpunkt einer nach Landau führenden Strecke und auf diese Weise zum Kopfbahnhof. Am 25. Juli 1876 folgte die Durchbindung der Strecke aus Schifferstadt bis nach Wörth. Am 15. Mai des Folgejahres wurde außerdem die zuvor in Rheinsheim endende Bruhrainbahn aus Bruchsal bis Germersheim durchgebunden.
Die Strecke nach Landau wurde in den 1980er Jahren schrittweise stillgelegt. Seit 2006 wird der Bahnhof von Zügen der S-Bahn RheinNeckar und seit 2010 zusätzlich der Stadtbahn Karlsruhe bedient. Das ursprüngliche Empfangsgebäude steht unter Denkmalschutz.

## Lage

### Örtliche Lage
Der Bahnhof liegt am nördlichen Stadtrand von Germersheim. Ein Teil der Gleisanlagen befindet sich bereits auf der Gemarkung der Ortsgemeinde Lingenfeld. Westlich von ihm verläuft parallel zu den Gleisen die Kreisstraße 31 nach Lingenfeld, östlich von ihm die Straße Am Alten Bahnhof.

### Bahnstrecken
Die Bahnstrecke Schifferstadt–Wörth kommt aus nordnordwestlicher Richtung. Südlich des Bahnhofs umfährt sie die Stadt in einem großen Bogen. Die Bruhrainbahn folgt ihr zunächst in südlicher Richtung, um anschließend auf einem höher gelegenen Bahndamm annähernd halbkreisförmig die Landesgrenze zwischen Baden-Württemberg und Rheinland-Pfalz in Form des Rheins zu überwinden. Die inzwischen stillgelegte Strecke nach Landau folgte derjenigen nach Schifferstadt zunächst ebenfalls in Richtung Norden, um kurz vor dem Bahnhof Lingenfeld nach Westen abzubiegen und mitten durch das Siedlungsgebiet diese Gemeinde zu durchqueren.

## Geschichte

### Bahninitiativen rund um Germersheim und Eröffnung
Ursprünglich war geplant, innerhalb des zu Bayern gehörenden Rheinkreises zuerst eine Bahnstrecke in Nord-Süd-Richtung von der Rheinschanze über Lauterbourg bis nach Strasbourg in Betrieb zu nehmen, die mit der von Baden projektierten Strecke Mannheim–Basel konkurrieren sollte. Diese wurde jedoch zugunsten der im Zeitraum von 1847 bis 1849 eröffneten Pfälzischen Ludwigsbahn Ludwigshafen–Bexbach zurückgestellt. In der Folgezeit liefen Diskussionen, ob eine Strecke am Gebirge von Neustadt über Landau nach Wissembourg oder eine Strecke am Rhein entlang über Speyer, Germersheim und Wörth dringender und wünschenswerter sei. Die Ausstattung eines Bahnhofs für Germersheim war ebenfalls Gegenstand der Debatte. Da vor allem das Militär eine Streckenführung am Rand des Pfälzerwaldes bevorzugt hatte, erhielt eine solche in Form der Maximiliansbahn Neustadt–Wissembourg den Vorzug.
Anschließend wurde eine Zweigstrecke von dieser geplant, die primär dem Kohletransport ins benachbarte Baden dienen sollte. Die Stadt Germersheim verfocht in diesem Zusammenhang eine Bahnstrecke von Landau über ihr Gebiet bis nach Bruchsal. Diese Bestrebungen standen in Konkurrenz mit der geplanten Bahnstrecke Winden–Karlsruhe. Aus diesem Grund setzte Germersheim sämtliche Hebel in Bewegung, um das Zustandekommen letzterer zu verhindern, und schickte sogar eine Deputation zum Deutschen Bund nach Frankfurt. Die pfälzische Regierung erteilte den Germersheimer Bestrebungen jedoch eine Absage, so dass ab 1862 die Verbindung von Winden nach Karlsruhe realisiert wurde.
Es wurde stattdessen der Beschluss gefasst, die 1847 zeitgleich mit der Ludwigsbahn eröffnete Strecke Schifferstadt–Speyer nach Germersheim zu verlängern. Die Eröffnung fand am 14. März 1864 statt. Aus dieser Zeit stammt das alte Empfangsgebäude des Bahnhofs. Aufgrund der Tatsache, dass Germersheim Festungsstadt war, musste es in Leichtbauweise errichtet und entsprechend mit Fachwerk ausgestattet werden.

### Entwicklung zum Eisenbahnknotenpunkt
Bereits in den Folgejahren gab es erneut Pläne, die beiden Festungsstädte Landau und Germersheim zu verbinden. Die Strecke wurde nach mehreren Diskussionen über den Trassenverlauf am 16. Mai 1872 in Betrieb genommen, wodurch der Bahnhof Germersheim zunächst ein Kopfbahnhof war. Noch bevor der Anschluss Germersheim ans Schienennetz von Schifferstadt aus erfolgt war, gab es Initiativen, die Strecke langfristig bis Wörth durchzubinden. Hierzu entstanden zwei Entwürfe: Einer sah vor, dass die Strecke die Stadt Germersheim westlich umfahren wird, der andere empfahl eine Umfahrung im Osten der Stadt. Bedingt durch die zeitgleichen Planungen der Bruhrainbahn Bruchsal–Germersheim fiel die Wahl schließlich zugunsten einer Umfahrung im Osten. Am 25. Juli 1876 wurde die Verlängerung der Strecke nach Wörth eröffnet.
Am 15. Mai des Folgejahres folgte der Lückenschluss zu der zuvor seit 1874 in Rheinsheim endenden Bruhrainbahn. Dieser hatte sich um einige Jahre verzögert, da die Militärbehörden darauf beharrten, dass die Brücke einen Standort so erhalten sollte, dass durch sie das Schussfeld der Festung Germersheim nicht behindert wird. Auf diese Weise war eine durchgehende Ost-West-Verbindung durch den Bahnhof entstanden, die ein Jahrzehnt später vom Fernverkehr genutzt wurde. Germersheim selbst wurde dadurch zu einem bedeutenden Eisenbahnknotenpunkt innerhalb der Pfalz.
1922 erfolgte die Eingliederung des Bahnhofs in die neu gegründete Reichsbahndirektion Ludwigshafen. Im Zuge deren Auflösung zum 1. April 1937 wurde er in den Zuständigkeitsbereich der Mainzer Direktion eingegliedert. Während dieser Zeit war er außerdem ein Lokomotivbahnhof, der eine Dependance des Bahnbetriebswerkes Landau darstellte. Im März 1945 wurde die Bruhrainbahn durch Sprengung der Rheinbrücke unterbrochen.

### Deutsche Bundesbahn und Deutsche Bahn

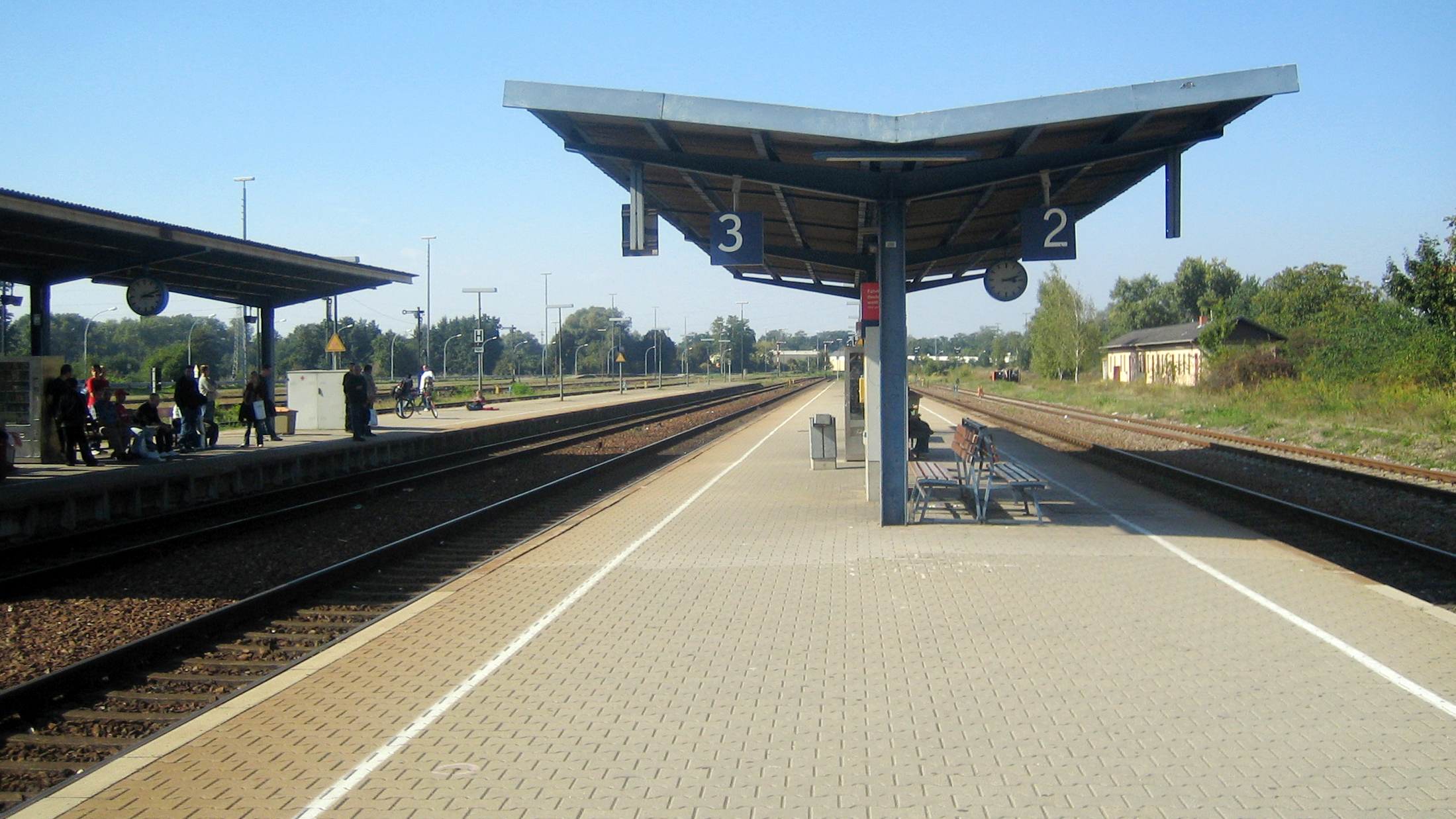
Bahnhof Germersheim vor dem Umbau im Zuge der Eröffnung der S-Bahn RheinNeckar (2005)

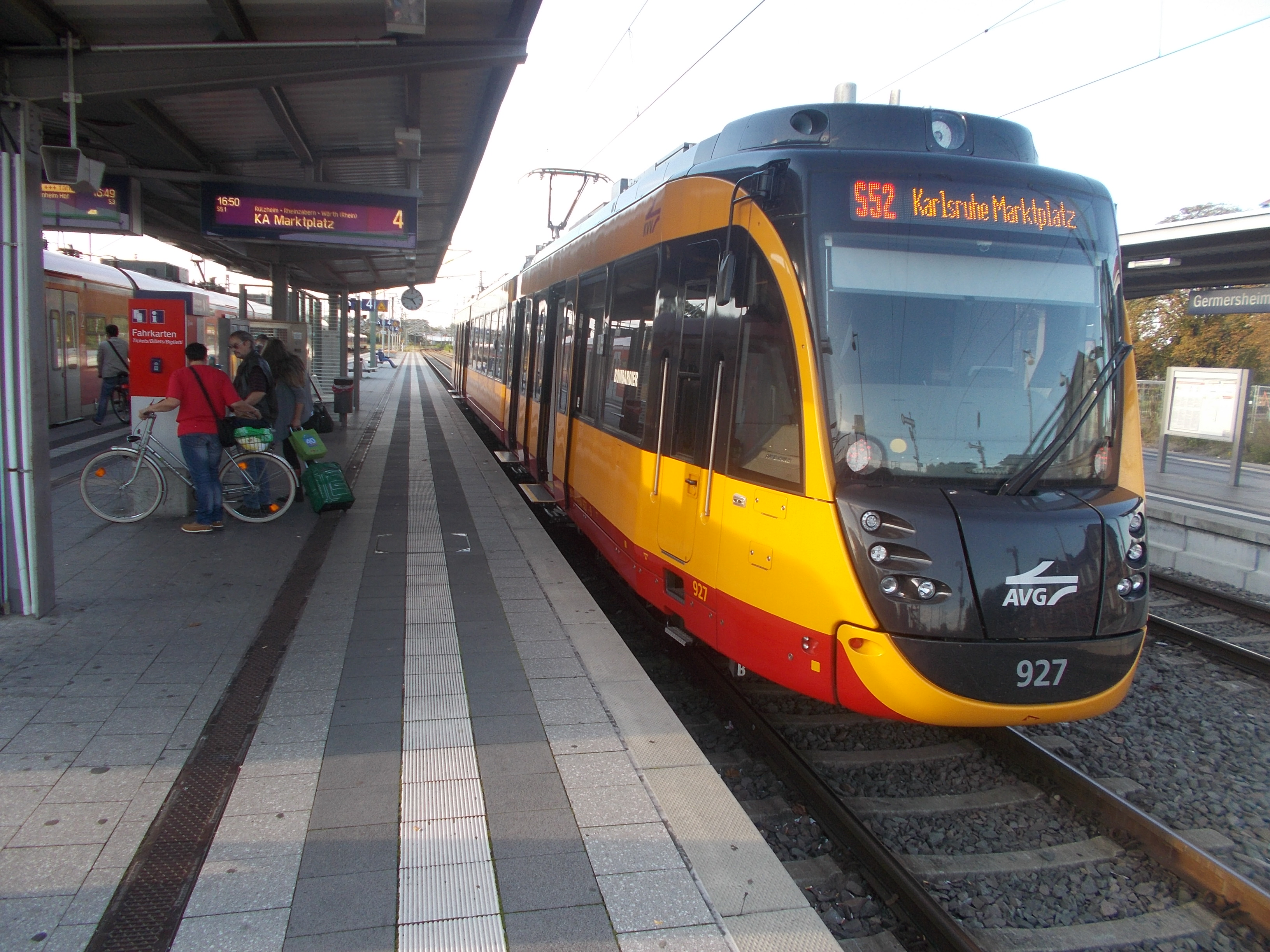
Stadtbahn nach Karlsruhe

Die Deutsche Bundesbahn gliederte den Bahnhof nach dem Zweiten Weltkrieg in die Bundesbahndirektion Mainz ein, der sie alle Bahnlinien innerhalb des neu geschaffenen Bundeslandes Rheinland-Pfalz zuteilte. Der Wiederaufbau der Rheinbrücke wurde in den 1950er Jahren diskutiert. Vor allem das Militär hatte im Rahmen des Kalten Krieges aus strategischen Gründen ein Interesse an einem Wiederaufbau sowie an einem Erhalt der Verbindung nach Landau einschließlich ihrer Fortsetzung bis Zweibrücken. Vom Bund erhielt die DB deshalb Zuwendungen, um dieses Projekt zu finanzieren, das im Oktober 1967 zum Abschluss kam. Die Erwartungen dieses Projekts erfüllten sich jedoch nicht, da sich die in Ost-West-Richtung verlaufenden Verkehrsströme innerhalb der Pfalz in der Zwischenzeit längst auf die Bahnstrecke Mannheim–Saarbrücken konzentriert hatten.

1971 gelangte die Station im Zuge der Auflösung der Mainzer Direktion in den Zuständigkeitsbereich ihres Karlsruher Pendants. Auf der Strecke nach Germersheim wurde am 1. Juni 1984 der Personenverkehr aufgrund geringer Nachfrage eingestellt. Da die Rheinbrücke zwischen Karlsruhe und Wörth seit dem 9. Juni 1987 durch ein Schiffsunglück schwer beschädigt war, wurden die damals verkehrenden Schnellzüge der Relation Saarbrücken–Zweibrücken–Landau–Wörth–Karlsruhe für vier Wochen über Germersheim umgeleitet. Zum Jahreswechsel 1991/1992 wurde der Güterverkehr in Richtung Landau eingestellt.

### Jüngere Vergangenheit
Im Zuge der Bahnreform ging der Bahnhof in das Eigentum der Deutschen Bahn AG (DB) über. 1995 folgte seine Integration in den Karlsruher Verkehrsverbund (KVV). Ein Jahr später galt auch der Übergangstarif des Rhein-Neckar-Verkehrsverbundes (VRN).
2006 wurden die bislang in Speyer endenden Linien S3 und S4 der S-Bahn RheinNeckar nach Germersheim verlängert, wozu die Strecke Oberleitung erhielt; ebenso wurden zeitgleich die Bahnsteige zwecks barrierefreiem Einstieg erhöht. Ende 2010 nahm die Stadtbahn Karlsruhe zwischen Wörth und Germersheim den Betrieb auf. Dadurch ist Germersheim seither nördlicher Endpunkt der Linien S 51 und S 52, die ihn mit der Karlsruher Innenstadt verbinden. Ein Jahr später wurde auch die Bruhrainbahn Teil der S-Bahn RheinNeckar, nachdem die ursprünglichen Pläne der Stadtbahn Karlsruhe zurückgestellt worden waren. Durch diese Maßnahmen stieg die Zahl der Reisenden kontinuierlich.

## Bauwerke

### Erstes Empfangsgebäude

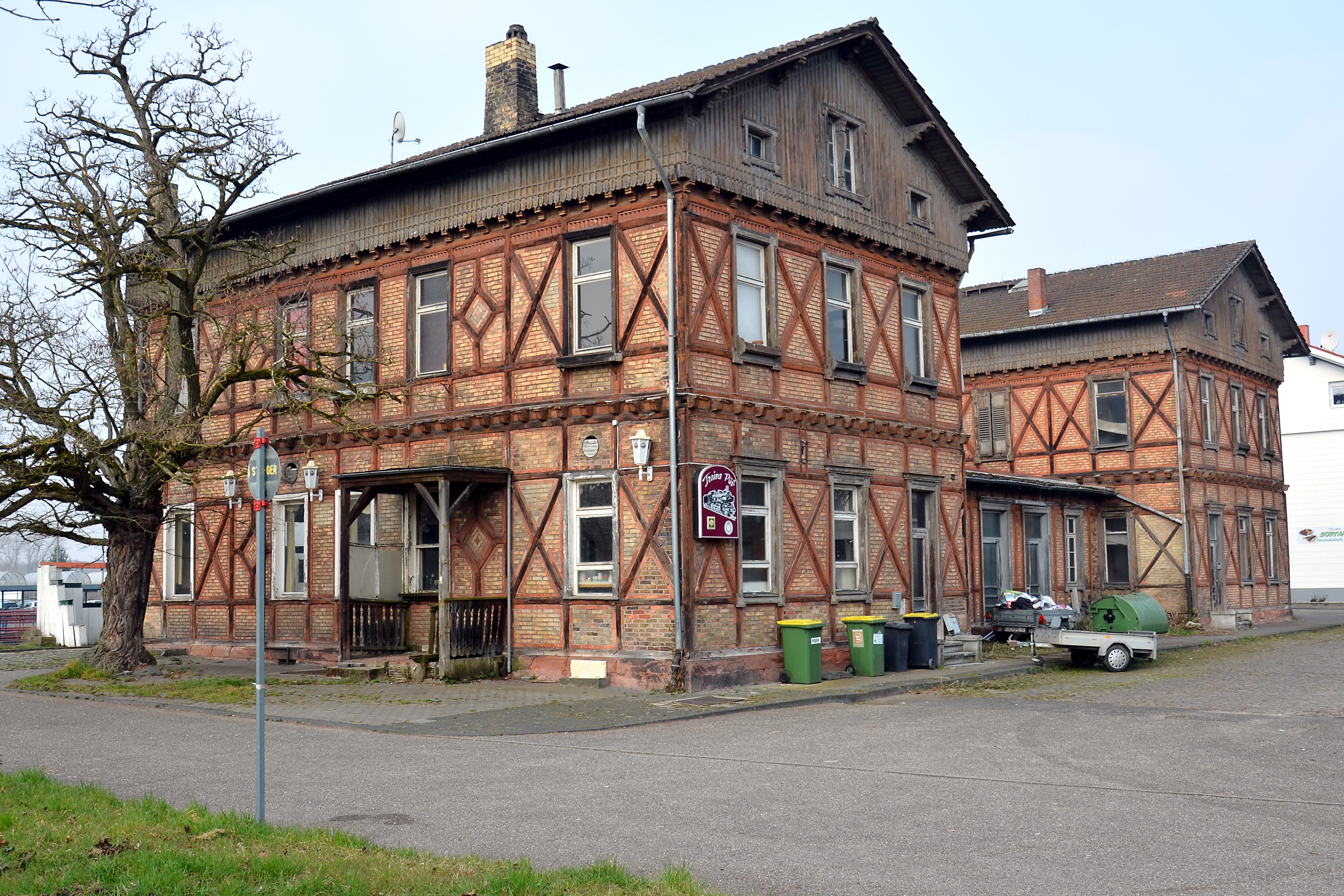
Ursprüngliches Empfangsgebäude von 1864 östlich der Gleise

Das ursprüngliche Gebäude, nordöstlich der Gleise, stammt aus der Eröffnungszeit des Bahnhofs und wurde 1864 erbaut. Es ist ein teilweise verschieferter beziehungsweise verbretterter dreiflügliger Bau aus technischem Fachwerk. Es steht unter Denkmalschutz. Noch in den 1950er Jahren war in ihm eine Bahnhofsrestauration untergebracht. Im Gebäude befinden sich derzeit eine Gaststätte und mehrere Wohneinheiten. Für den ÖPNV spielt das Gebäude jedoch seit mehreren Jahren keine Rolle mehr.

### Zweites Empfangsgebäude
Das neue Bahnhofsgebäude aus den 1980er Jahren, südwestlich der Gleise, welches im Laufe der 2000er Jahre vernachlässigt und schließlich ganz geschlossen wurde, wurde im Jahre 2010 von der Stadt Germersheim gekauft. Gaststätte und Kiosk sollten reaktiviert werden. Im November 2017 wurde ein Kiosk mit Cafe eröffnet.

### Bahnsteige und Gleise
Der Bahnhof Germersheim ist seit seiner Modernisierung im Jahre 2006 komplett barrierefrei ausgebaut. Er besitzt 16 Gleise, davon vier Bahnsteiggleise. Der Bahnhof war bis 2022 mit einer elektromechanischen Sicherungstechnik von Siemens & Halske aus dem Jahr 1912 ausgestattet, welche von einem Fahrdienstleiter- und einem Weichenwärterstellwerk aus bedient wurde. 2022 wurde ein Elektronisches Stellwerk in Betrieb genommen, das auch die ESTW-A in Philippsburg, Speyer, Bellheim und Wörth fernbedient.
Im Zuge der Verlängerung der S-Bahn RheinNeckar von Speyer bis Germersheim Ende 2006 wurden die Gleise 1 bis 8 elektrifiziert. Vom Ausfahrgleis Richtung Philippsburg zweigt das Industriestammgleis in den Germersheimer Hafen ab, welches auch elektrifiziert ist. Die Bahnsteige an den Gleisen 2 bis 5 haben seit 2006 eine Länge von 160 Metern und eine Höhe von 76 cm. Für den Betrieb mit den Fahrzeugen der Stadtbahn Karlsruhe wurden die Gleise 3 und 4 aufgeschottert, so dass sich eine Einstiegshöhe von 55 cm ergibt.

### Umfeld

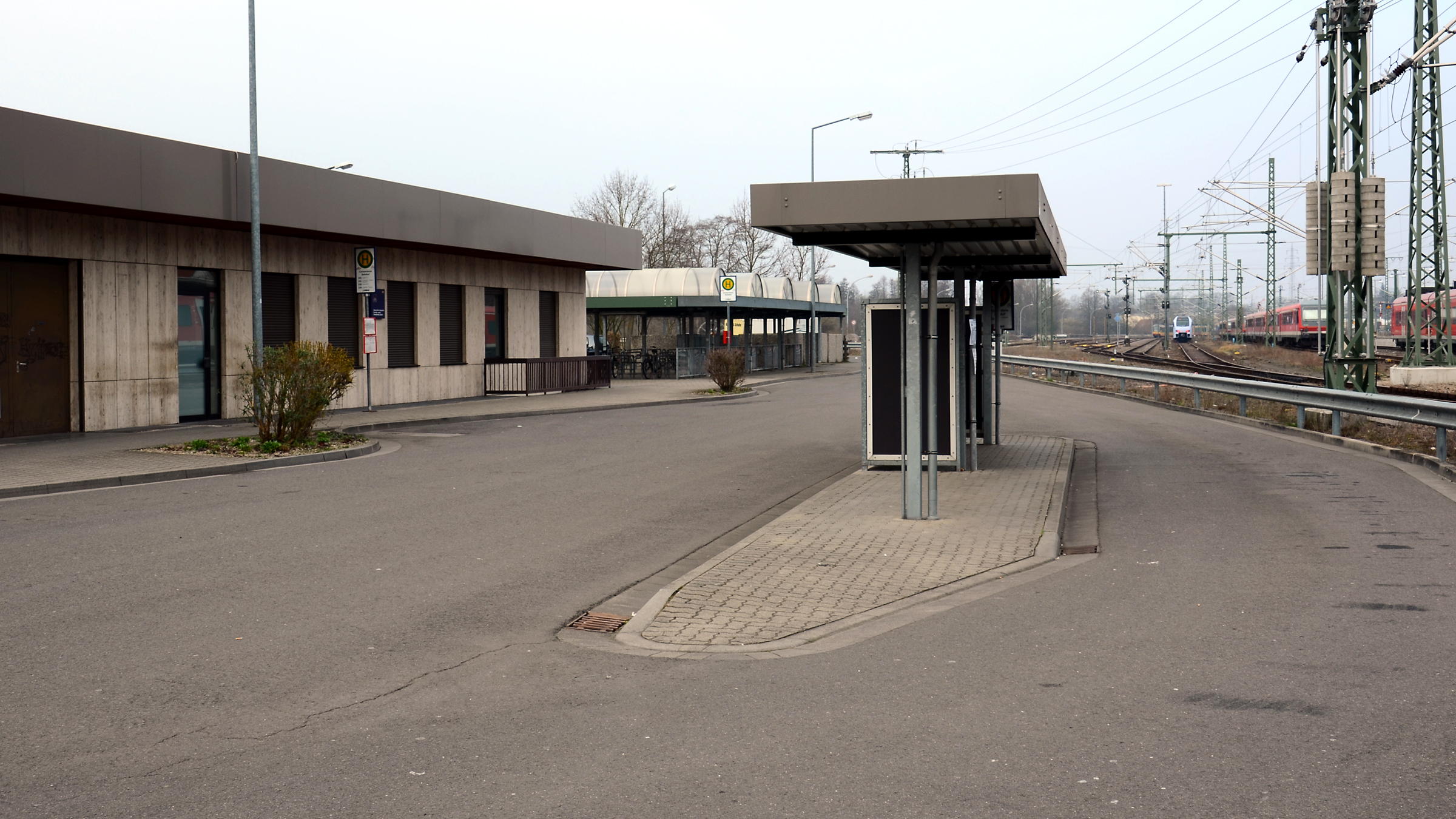
Busbahnhof Germersheim

Vor dem Bahnhofsgebäude befindet sich ein Busbahnhof. Die meisten Regionalbusse fahren von hier in Richtung Landau und in den nördlichen Landkreis Germersheim.
Auf der anderen Seite des Gebäudes befindet sich ein Taxistand. Auf dem Bahnhofsgelände befindet sich außerdem ein Park-and-Ride-Parkplatz und eine Fahrradabstellanlage.

## Verkehr

### Personenverkehr
Die folgenden Linien verkehren über den Germersheimer Bahnhof:
| Linie                    | Verlauf | Takt                       |
| ------------------------ | --- | -------------------------- |
| RE 4                     | SÜWEX: Karlsruhe Hbf – Graben-Neudorf – Philippsburg (Baden) – Germersheim – Speyer Hbf – Schifferstadt – Ludwigshafen (Rhein) Hbf – Frankenthal Hbf – Worms Hbf (→ Osthofen → Guntersblum → Oppenheim → Nierstein → Mainz Römisches Theater) (ein Zug) – Mainz Hbf – Hochheim (Main) – Frankfurt-Höchst – Frankfurt (Main) Hbf Stand: Fahrplanwechsel Dezember 2021 | 120 min                    |
| S 3                      | Germersheim – Lingenfeld – Heiligenstein (Pfalz) – Berghausen (Pfalz) – Speyer Hbf – Speyer Nord-West – Schifferstadt Süd – Schifferstadt – Limburgerhof – (Ludwigshafen-Rheingönheim – Ludwigshafen-Mundenheim –) (stündlich) Ludwigshafen (Rhein) Hbf – Ludwigshafen (Rhein) Mitte – Mannheim Hbf – (Mannheim ARENA/Maimarkt – Mannheim-Seckenheim –) (stündlich) Mannheim-Friedrichsfeld Süd – Heidelberg-Pfaffengrund/Wieblingen – Heidelberg Hbf – Heidelberg-Kirchheim/Rohrbach – St Ilgen-Sandhausen – Wiesloch-Walldorf – Rot-Malsch – Bad Schönborn-Kronau – Bad Schönborn Süd – Stettfeld-Weiher – Ubstadt-Weiher – Bruchsal – (Bruchsal Bildungszentrum – Untergrombach – Weingarten (Baden) –) (einzelne Züge) Karlsruhe-Durlach – Karlsruhe Hbf Stand: Fahrplanwechsel Dezember 2021 | 30/60 min                  |
| S 33                     | Bruchsal – Bruchsal Sportzentrum – Bruchsal Am Mantel – Karlsdorf – Graben-Neudorf – Graben-Neudorf Nord – Huttenheim – Philippsburg (Baden) – Rheinsheim – Germersheim Mitte/Rhein – Germersheim In Germersheim Durchbindung einiger Züge als S 3 in Richtung Schifferstadt–Mannheim–Heidelberg Stand: Fahrplanwechsel Dezember 2021 | 60 min                     |
| S 4                      | Germersheim – Lingenfeld – Heiligenstein (Pfalz) – Berghausen (Pfalz) – Speyer Hbf – Speyer Nord-West – Schifferstadt Süd – Schifferstadt – Limburgerhof – Ludwigshafen-Rheingönheim – Ludwigshafen-Mundenheim – Ludwigshafen (Rhein) Hbf – Ludwigshafen (Rhein) Mitte – Mannheim Hbf – Mannheim ARENA/Maimarkt – Mannheim-Seckenheim – Mannheim-Friedrichsfeld Süd – Heidelberg-Pfaffengrund/Wieblingen – Heidelberg Hbf – Heidelberg-Kirchheim/Rohrbach – St Ilgen-Sandhausen – Wiesloch-Walldorf – Rot-Malsch – Bad Schönborn-Kronau – Bad Schönborn Süd – Stettfeld-Weiher – Ubstadt-Weiher – Bruchsal Stand: Fahrplanwechsel Dezember 2021 | 60 min (morgens/abends)    |
| S 44                     | Germersheim – Lingenfeld – Heiligenstein (Pfalz) – Berghausen (Pfalz) – Speyer Hbf – Speyer Nord-West – Schifferstadt – Limburgerhof – Ludwigshafen-Rheingönheim – Ludwigshafen-Mundenheim – Ludwigshafen (Rhein) Hbf – Ludwigshafen (Rhein) BASF Süd – Ludwigshafen (Rhein) BASF Mitte – Ludwigshafen (Rhein) BASF Nord Stand: Fahrplanwechsel Dezember 2021 | einzelne Züge (wochentags) |
| S 51                     | Pforzheim – Söllingen – Berghausen – Grötzingen – Durlach Bahnhof – Durlacher Tor – Europaplatz – Karlsruhe Entenfang – Knielingen Rheinbergstraße – Maximiliansau – Wörth (Rhein) – Jockgrim – Rheinzabern – Rülzheim – Bellheim – Germersheim | 60 min                     |
| S 52                     | Karlsruhe Marktplatz – Karlsruhe Hbf – Karlsruhe Albtalbahnhof – Karlsruhe West – Maxau – Wörth (Rhein) – Jockgrim – Rheinzabern – Rülzheim – Bellheim – Germersheim | einzelne Züge              |
| Stand: 10. Dezember 2023 | |                            |

### Güterverkehr
Nachdem Germersheim ein bedeutender Eisenbahnknotenpunkt geworden war, nahm seine Bedeutung im Güterverkehr entsprechend zu. Gegen Anfang des 20. Jahrhunderts war für den Rangierdienst vor Ort eine Lok der Baureihe G2 aus Ludwigshafen stationiert. Neben Schifferstadt, Speyer und Wörth ist er einer von vier verbliebenen Bahnhöfen entlang der einstigen Nord-Süd-Magistrale, die bis heute im Güterverkehr bedient werden.